# Asociación Corriendo con el Corazón por Hugo
L'associació Corriendo con el Corazón por Hugo és una organització sense ànim de lucre creada el 30 d'abril de 2017 amb l'objectiu de recaptar fons per a la investigació de malalties minoritàries. Va ser fundada per l'atleta i sergent primer de la Guàrdia Civil de Zamora, Raül Vara, i per la seva esposa, Eva Boizas, després que el seu fill, Hugo, hagués mort als 18 mesos d'edat a causa de la síndrome de Menkes. L'entitat organitza proves esportives i dinars solidaris des de la seva creació i rep donacions que destina a persones, especialment infants, amb malalties minoritàries. Així, la lluita de Hugo contra la síndrome de Menkes i, per extensió, contra les malalties minoritàries continua a través de la seva família i l'associació creada en el seu nom.
Raül Vara és el director de l'associació i es distingeix pel seu treball en l'organització d'esdeveniments esportius destinats a donar visibilitat a les malalties minoritàries i a recaptar fons per a la investigació d'aquestes condicions. Un exemple d'aquest treball és la Carrera Popular de la Guardia Civil de Zamora, que es celebra amb periodicitat anual i que ha recaptat centenars de milers d'euros per a la Federació Espanyola de Malalties Rares (FEDER). Aquest treball solidari ha estat reconegut per l'Asociación de Enfermedades Raras de Castella i Lleó, que ha atorgat a Raül Vara un premi per la seva dedicació a la causa. Vara també és l'organitzador de la Carrera Benéfica Popular de Faramontanos de Tábara amb els mateixos fins.
Durant la pandèmia del COVID-19, l'entitat va patir una davallada de recursos a causa de la cancel·lació de les seves activitats. Per aquest motiu la diputació de Zamora va publicar un llibre solidari, Antologia para la esperanza, l'objectiu del qual era ajudar econòmicament a l'associació. La recaptació obtinguda a través de la venda del llibre es va lliurar íntegrament a l'associació. Ha estat premiada amb els Premis Humanitat 2022 per la seva tasca constant per ajudar nens i nenes amb malalties minoritàries. El premi va ser atorgat per la Creu Roja a Zamora.